# Vidkun Quisling
Vous lisez un « bon article » labellisé en 2013.
Vidkun Abraham Lauritz Jonnsøn Quisling  est un homme politique norvégien né le 18 juillet 1887 et mort fusillé le 24 octobre 1945. Il est dans son pays le principal artisan de la collaboration avec l'occupant nazi pendant la Seconde Guerre mondiale. Son nom est passé dans le langage courant en Norvège et dans le monde anglophone comme synonyme de « traître ».
Fils d'un pasteur de l'Église de Norvège, Vidkun Quisling fait ses armes dans l'État-major de l'armée norvégienne, puis voyage dans toute l'Europe dans les années 1920. Durant cette période, il contribue à plusieurs projets humanitaires menés par son compatriote Fridtjof Nansen. Il rentre en Norvège en 1929 et se lance dans la politique. De 1931 à 1933, il est ministre de la Défense au sein d'un gouvernement agrarien. Au terme de sa carrière gouvernementale, il fonde un parti d'inspiration fasciste, le Nasjonal Samling (« Rassemblement national »), qui réalise des scores anecdotiques lors des élections de 1933 et 1936 et reste un acteur de second plan sur la scène politique norvégienne.
Le 9 avril 1940, Quisling met à profit l'invasion allemande pour s'emparer du pouvoir par un coup d'État, mais, faute de soutien populaire ou institutionnel, il est contraint à la démission au bout d'une semaine. Il joue néanmoins un rôle important auprès des autorités allemandes. En 1942, les occupants lui permettent de revenir au pouvoir : il devient alors « ministre-président » d'un gouvernement collaborateur composé de membres du Nasjonal Samling. Après la libération de la Norvège, il est arrêté et jugé pour haute trahison, meurtre et complicité de meurtre, vol et détournement de fonds. Il est condamné à mort et exécuté à la citadelle d'Akershus le 24 octobre 1945.

## Biographie

### Jeunesse

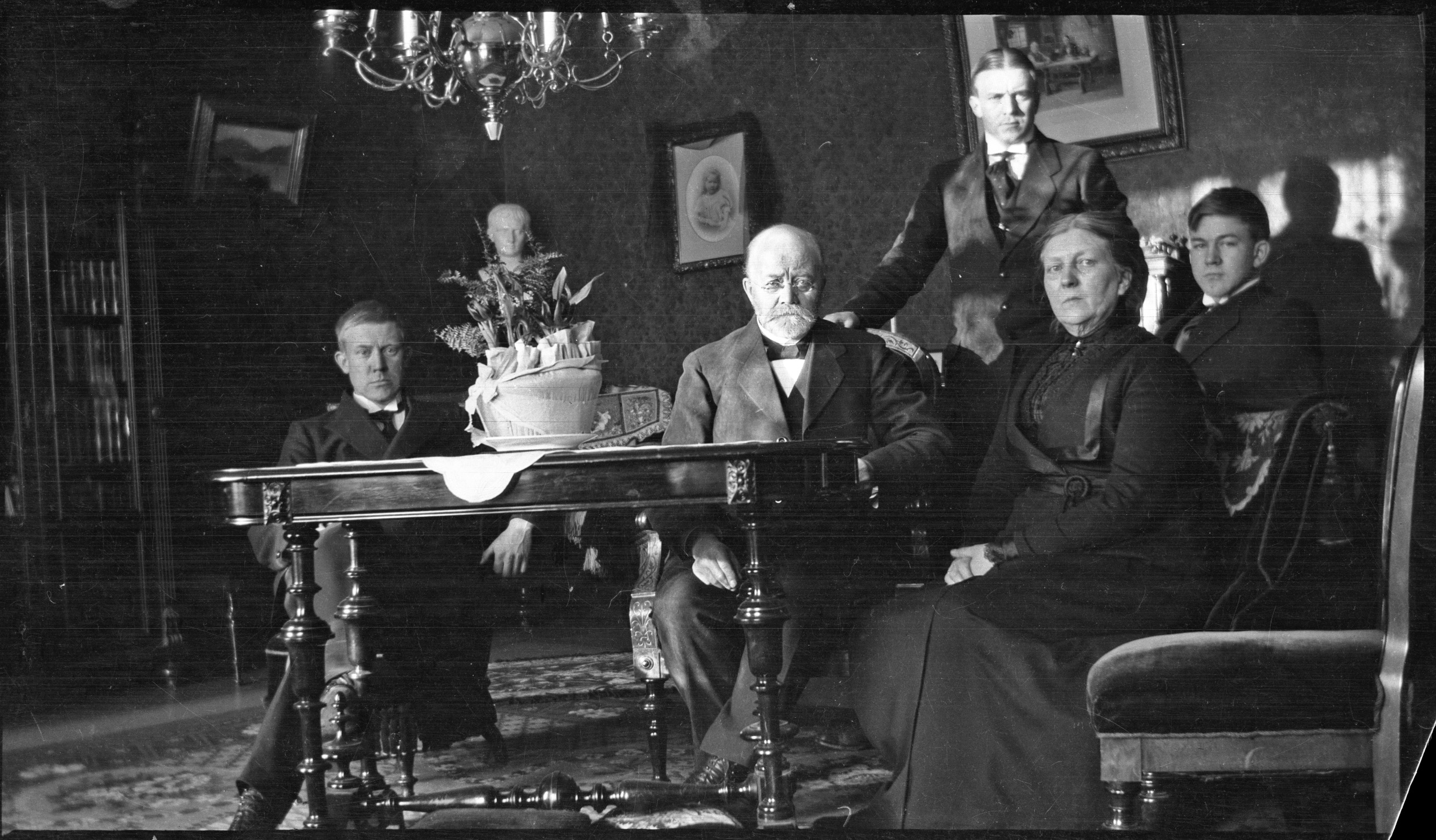
La famille Quisling vers 1915. De gauche à droite : Vidkun, son père Jon, son frère Jørgen (debout), sa mère Anna et son autre frère Arne.

Dans les années 1870, Jon Lauritz Qvisling (1844-1930), pasteur de l'Église de Norvège et généalogiste, donne des cours aux enfants de Grimstad, ville du Sud de la Norvège. L'une de ses élèves est Anna Caroline Bang (1860-1941), fille de l'armateur Jørgen Bang, alors l'homme le plus riche de la ville. Au terme de longues fiançailles, ils se marient le 28 mai 1886 et partent vivre à Fyresdal, dans le comté de Telemark. C'est là que naissent leurs quatre enfants, trois fils et une fille. L'aîné voit le jour le 18 juillet 1887 et reçoit les prénoms Vidkun Abraham Lauritz Jonssøn. Le nom de famille Quisling ou Qvisling dérive de Quislinus, une forme latinisée inventée par Lauritz Ibsen Quislin (1634-1703) à partir du nom de son village d'origine au Danemark : Kvislemark, dans le Jutland.
Le jeune Quisling est décrit comme « timide et discret, mais également fidèle et serviable ». Des lettres personnelles témoignent des relations chaleureuses au sein de la famille. En 1893, son père devient chapelain à Strømsø, un quartier de Drammen. C'est là que le petit Vidkun va pour la première fois à l'école, et son dialecte du Telemark fait de lui un sujet de moquerie pour les autres enfants. Il réagit en travaillant d'arrache-pied pour devenir le meilleur élève de sa classe. En 1900, Jon Lauritz est nommé prévôt de la ville de Skien, et les Quisling déménagent donc à nouveau pour s'installer à Gjerpen.
Dans ses études, Quisling excelle autant en sciences naturelles qu'en sciences humaines, notamment en histoire. Il décide de se spécialiser en mathématiques, sans savoir encore ce qu'il compte faire de sa vie. En 1905, la ferveur nationaliste qui règne en Norvège à l'occasion de l'indépendance du pays lui donne envie de devenir officier. Il passe les examens d'entrée à l'Académie militaire de Norvège et reçoit la meilleure note des 250 candidats. Il rejoint le Collège militaire de Norvège l'année suivante et décroche son diplôme en 1908 avec les meilleures notes depuis la création de cette institution en 1817, ce qui lui vaut d'être récompensé par une rencontre avec le roi Haakon VII,. Il entre à l'État-major avec le rang d'aspirant le 1er novembre 1911, à l'âge de 24 ans, et une brillante carrière dans l'armée semble s'ouvrir devant lui. Il sait se faire respecter de ses subalternes et travaille sans relâche. Sa soif de savoir lui vaut d'être surnommé « le professeur » par ses camarades.
En mars 1918, Quisling, récemment promu capitaine dans l'artillerie de campagne, est envoyé en Russie comme attaché de la légation norvégienne à Pétrograd, afin de mettre à profit les cinq années qu'il a passées à étudier ce pays,. Bien qu'il soit consterné par les conditions de vie qui y règnent, il estime que « les bolchéviques ont une emprise extraordinairement ferme sur la société russe », et l'efficacité avec laquelle Léon Trotski mobilise les forces de l'Armée rouge lui semble tout particulièrement remarquable. Après le retour de la légation en Norvège au mois de décembre, Quisling devient le spécialiste reconnu des affaires russes dans l'armée norvégienne.

### Les voyages des années 1920

#### L'Ukraine

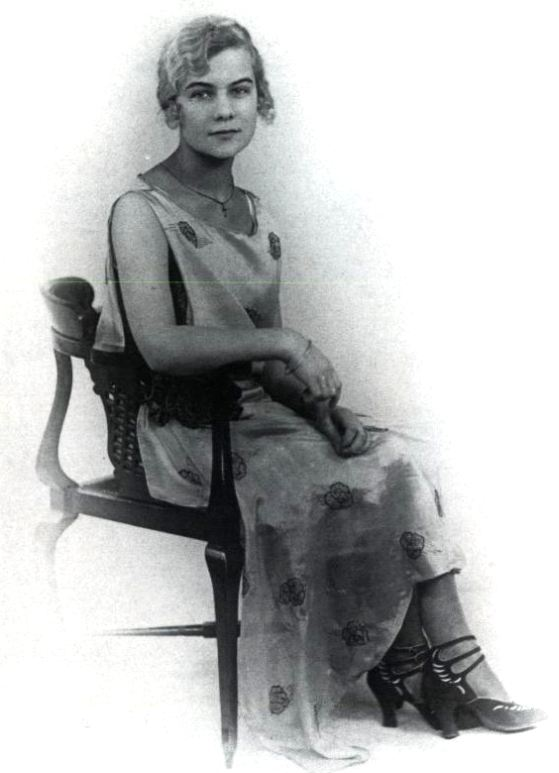
Alexandra Voronina, la première femme de Quisling.

En septembre 1919, Quisling rejoint la délégation norvégienne à Helsinki en tant qu'agent de renseignement, un poste qui mêle diplomatie et politique. Il quitte la Finlande à l'automne 1921 pour participer aux opérations humanitaires en Ukraine dirigées par son compatriote Fridtjof Nansen pour le compte de la Croix-Rouge et arrive à Kharkov en janvier de l'année suivante. Son rapport, qui met en évidence la mauvaise gestion généralisée et révèle l'importante mortalité dans la région (environ dix mille décès par jour), permet d'améliorer les choses et témoigne de ses talents d'administrateur et de sa ténacité.
Le 21 août 1922, Quisling épouse une jeune fille de dix-sept ans, Alexandra Andreïevna (« Acha ») Voronina, fille d'un colporteur russe. Dans ses mémoires, Alexandra affirme qu'il lui a déclaré sa flamme, mais la correspondance privée de Quisling et les recherches menées par ses cousins semblent indiquer qu'il n'a jamais été question d'amour entre eux : Quisling semble seulement avoir voulu tirer la jeune fille de sa pauvreté en lui offrant une certaine sécurité financière et un passeport norvégien.
Le couple quitte l'Ukraine en septembre 1922 et s'installe à Oslo, mais ils retournent à Kharkov dès le mois de février 1923, car Nansen estime que Quisling est « absolument indispensable » au bon déroulement des opérations humanitaires dans la région,. Néanmoins, la situation s'est tellement améliorée par rapport à l'année précédente que Quisling se retrouve cantonné à des tâches routinières et s'ennuie. Il fait la connaissance de Maria Vassilievna Passetchnikova, une Ukrainienne de dix ans sa cadette. En dépit du mariage de Quisling l'année précédente, les journaux de Maria documentent « la naissance d'une histoire d'amour » entre elle et lui au cours de l'été 1923. Elle se rappelle avoir été impressionnée par sa maîtrise de la langue russe, son physique et sa courtoisie. Quisling semble avoir épousé Maria à Kharkov le 10 septembre 1923, alors qu'Acha se trouve en Crimée, mais il ne subsiste aucune preuve officielle de ce mariage, et pour son biographe Hans Fredrik Dahl, il n'a vraisemblablement jamais été sanctionné par les autorités religieuses ou civiles. Quoi qu'il en soit, Quisling et Maria agissent dès lors comme mari et femme, notamment en célèbrant leur anniversaire de mariage tous les 10 septembre. La mission humanitaire prend fin le 23 septembre, et les trois Quisling quittent l'Ukraine. Ils prévoient de passer une année à Paris : Maria souhaite visiter l'Europe, et Vidkun aspire au repos pour soigner les maux d'estomac qui l'ont tourmenté durant l'hiver.

#### Paris et les Balkans

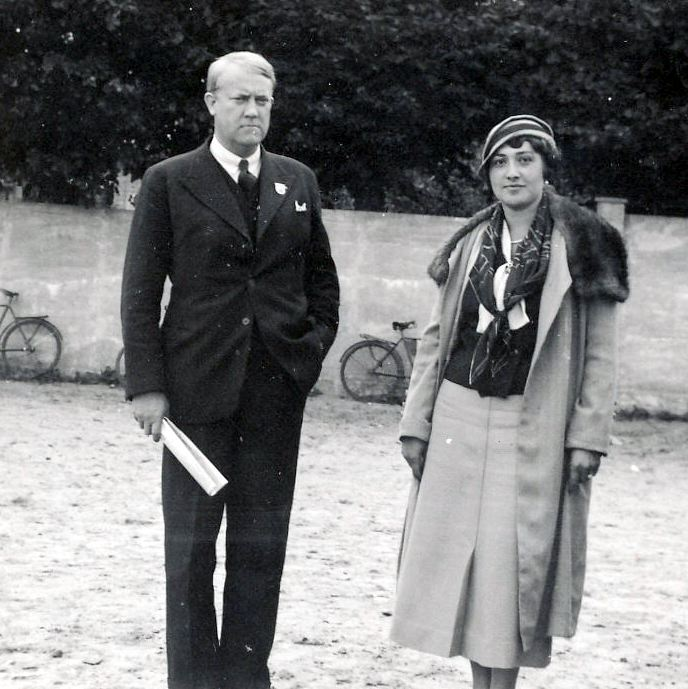
Quisling et sa seconde épouse, Maria.

Ce séjour à Paris nécessite une permission pour Quisling, qui comprend peu à peu qu'elle sera permanente : les coupes dans le budget de l'armée signifient qu'il n'y aura pas de poste pour lui lorsqu'il rentrera au pays. Cette situation lui cause une amertume qui ne cesse de croître dans les années qui suivent ; il finira par accepter un poste de réserviste avec une solde réduite de capitaine, puis de major à partir de 1930. Quisling consacre la majeure partie de son séjour dans la capitale française à ses études : il lit des ouvrages de théorie politique et travaille sur un projet philosophique qu'il baptise « universisme ». Il quitte Paris plus tôt que prévu afin de participer au nouveau projet humanitaire de Nansen, cette fois-ci pour le compte du Haut-commissariat aux réfugiés de la Société des Nations, qui concerne le rapatriement des réfugiés russes dans les Balkans : il est à Sofia en novembre 1923, puis passe deux mois sur les routes avec Maria entre Vienne, Athènes et Constantinople. Elle rentre à Paris en janvier pour veiller sur Acha, qui joue désormais le rôle de fille adoptive du couple ; Quisling les rejoint en février. Ils rentrent en Norvège à l'été 1924, puis Acha part vivre avec une tante à Nice. Quisling a beau promettre de pourvoir à ses besoins, ses versements d'argent sont irréguliers, et dans les années qui suivent, il ne lui rend pas aussi souvent visite qu'il le pourrait. Leur mariage est annulé à une date inconnue entre 1930 et 1933.
En Norvège, c'est un Quisling « sans emploi et désabusé », « plein de ressentiment vis-à-vis de l'État-major » et « aux opinions politiques en voie de radicalisation » qui se retrouve brièvement impliqué dans les mouvements communiste et syndicaliste, ce qui lui causera un certain embarras par la suite. Il réclame en vain au chef travailliste Martin Tranmæl la création d'une milice populaire, et propose tout aussi vainement aux communistes de leur communiquer les informations que l'État-major possède à leur sujet,. Ses opinions politiques à ce stade de sa carrière peuvent être résumées comme « un mélange de socialisme et de nationalisme », avec une certaine sympathie pour le régime soviétique en Russie. Il fait notamment paraître un article dans le quotidien d'Oslo Tidens Tegn en octobre 1923, dans lequel il presse le gouvernement norvégien de reconnaître l'Union soviétique.

#### La Russie

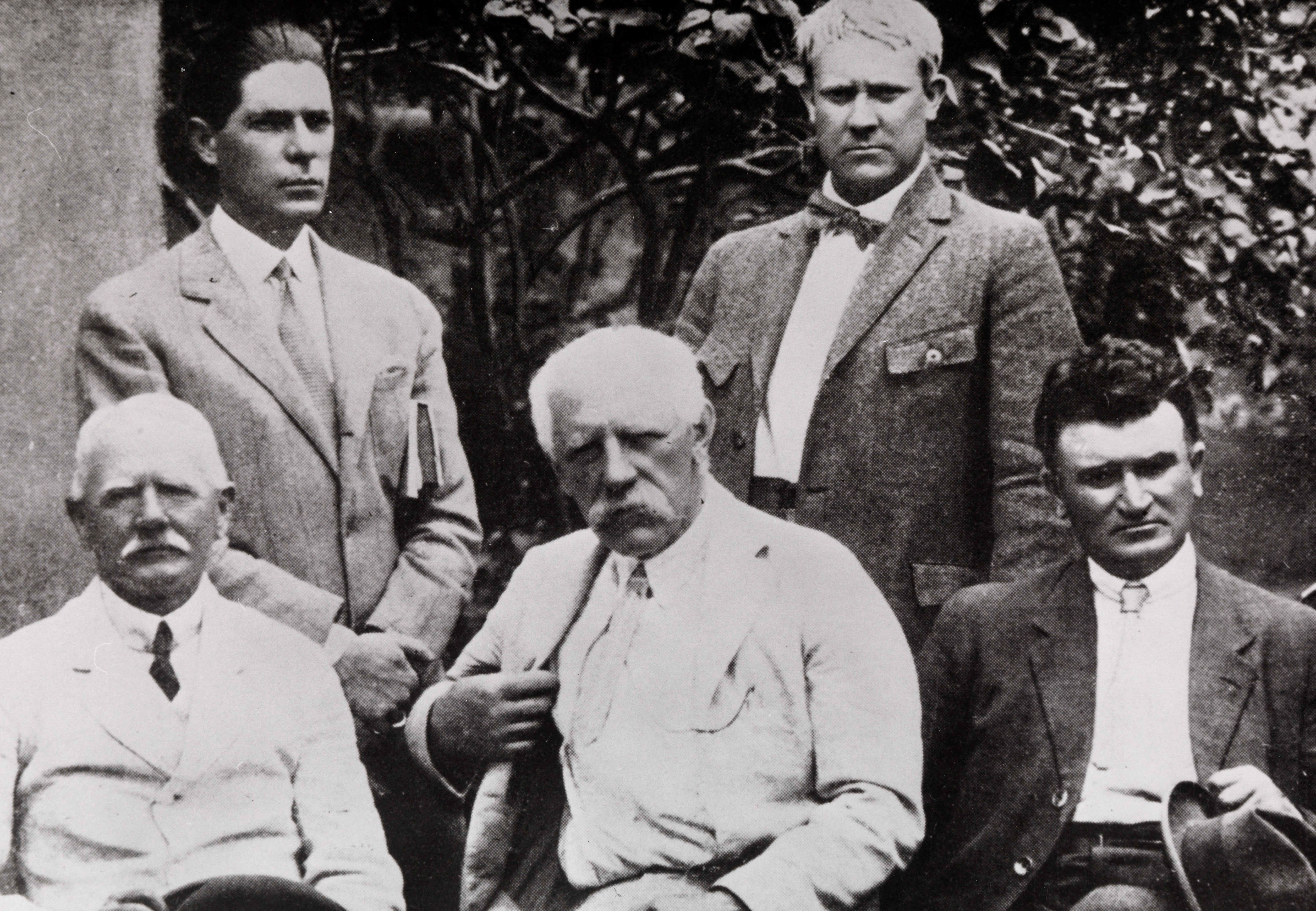
La commission arménienne de la Société des Nations. Nansen est assis au centre, Quisling est debout à droite.

Fridtjof Nansen fait de nouveau appel à Quisling pour participer au rapatriement des Arméniens de souche en RSS d'Arménie. Les deux hommes traversent le Caucase en juin 1925, mais malgré les efforts de Quisling, tous les projets que propose la Société des Nations sont rejetés par le gouvernement soviétique. Il trouve un nouvel emploi en mai 1926 à Moscou auprès d'un compatriote et ami de longue date, Frederik Prytz : il lui sert d'intermédiaire avec les autorités soviétiques, qui possèdent la moitié des parts de la société forestière de Prytz, Onega Wood Co. Quisling se fait également diplomate à partir de l'année suivante. Le 26 mai 1927, le Royaume-Uni rompt ses relations diplomatiques avec l'Union soviétique, et c'est dès lors la Norvège qui représente les intérêts britanniques en URSS. Quisling est embauché par l'ambassadeur norvégien Andreas Tostrup Urbye, qui avait été son supérieur à Helsinki quelques années plus tôt, comme secrétaire de la légation britannique.
Un important scandale éclate lorsque Quisling et Prytz sont accusés d'avoir utilisé la valise diplomatique pour introduire des millions de roubles sur le marché noir. Parfois considérées comme une preuve de la « faillite morale » de Quisling, ces accusations n'ont néanmoins jamais été clairement prouvées, pas plus que celles selon lesquelles il espionnait au profit des Britanniques. Pendant ce temps, après avoir rejeté les propositions de Nansen pour l'Arménie, le gouvernement de Moscou entrave ses efforts pour lutter contre la famine ukrainienne de 1928, réduisant à néant tous les efforts humanitaires auxquels Quisling a participé durant la décennie écoulée. Pour toutes ces raisons, l'admiration de Quisling pour le régime soviétique laisse peu à peu place à du dégoût, puis à de la haine. En 1929, lorsque les Britanniques souhaitent reprendre le contrôle de leurs affaires diplomatiques, il saisit l'occasion et quitte la Russie. Il est fait commandeur de l'ordre de l'Empire britannique pour services rendus à la Grande-Bretagne, un honneur révoqué en 1940 par le roi Georges VI. Pour sa participation aux opérations humanitaires dans les Balkans, il a également été décoré de l'ordre de la Couronne en Roumanie et de l'ordre royal de Saint-Sava en Yougoslavie.

### Carrière politique dans les années 1930

#### Retour en Norvège et débuts en politique

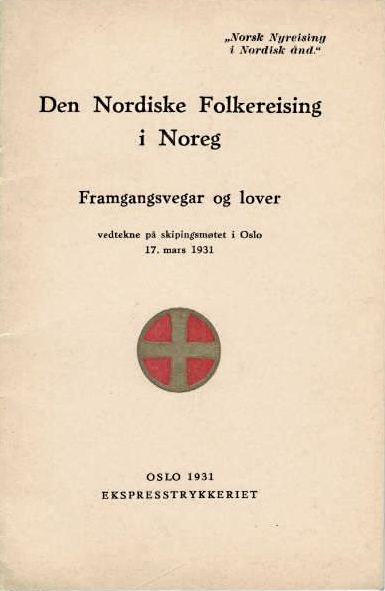
Le programme du Nordisk folkereisning i Norge (1931). La croix d'or sur fond rouge est par la suite reprise comme emblème du Nasjonal Samling.

Quisling rentre en Norvège en décembre 1929. Il est alors âgé de quarante-deux ans. Bien qu'il ait passé neuf des douze années précédentes à l'étranger, et en dépit de son inexpérience politique, il conçoit un projet d'organisation qu'il baptise Norsk Aktion, « Action norvégienne ». Elle doit comprendre des unités au niveau national, régional et local pour permettre un recrutement similaire à celui du Parti communiste soviétique. Tout comme l'Action française, elle réclame des changements constitutionnels majeurs, dont la transformation du Storting (le Parlement norvégien) en assemblée bicamérale, la deuxième chambre étant composée de représentants élus par le prolétariat, à l'image des soviets russes. Quisling s'intéresse davantage à l'organisation de son mouvement qu'aux réalités du gouvernement : ainsi, tous les membres de Norsk Aktion sont censés posséder un grade dans une hiérarchie pseudo-militaire.
Peu après son retour, Quisling commence également à revendre les œuvres d'art qu'il a acquises à bas prix durant son séjour en Russie : plus de 200 tableaux, dont certains attribués à Rembrandt, Goya, Cézanne et d'autres grands peintres. Sa collection était assurée à hauteur de 300 000 couronnes. Au printemps 1930, il retrouve son ami Prytz, lui aussi de retour en Norvège. Prytz organise un « club » informel réunissant des hommes d'affaires et des officiers de l'armée. Son objectif est d'amasser suffisamment d'influence pour lancer la carrière politique de Quisling.
Fridtjof Nansen meurt le 13 mai 1930. C'est l'occasion pour Quisling de faire la une du Tidens Tegn du 24 avec son article « Politiske tanker ved Fridtjof Nansens død » (« Réflexions politiques au moment de la mort de Fridtjof Nansen »). Il y dénombre dix mesures qui permettraient d'appliquer les idées de Nansen en Norvège, dont « instaurer un gouvernement fort et juste » et « accorder davantage d'importance aux questions de race et d'hérédité, ». Quisling développe ses idées dans son livre Russland og vi (« la Russie et nous »), qui paraît sous forme de feuilleton dans Tidens Tegn à l'automne 1930. Cet ouvrage ouvertement raciste, qui argue en faveur de la guerre contre le bolchévisme, propulse son auteur sur le devant de la scène politique.
Oubliant ses doutes passés sur la Fedrelandslaget, organisation nationaliste fondée par Nansen, Quisling accepte de siéger à son bureau d'Oslo en 1931. Il fonde également un nouveau mouvement avec Prytz, le Nordisk folkereisning i Norge (« Soulèvement populaire nordique en Norvège »). À sa tête se trouve un comité central de trente-et-un membres, lui-même soumis à un comité exécutif composé du seul Quisling avec le titre de fører, bien que ce concept de représentant-guide ne figure pas dans ses écrits politiques. Le comité central se réunit pour la première fois le 17 mars 1931 et affirme son objectif : « l'élimination de cette dépravation étrangère qu'est l'insurrection communiste ». Le mouvement ne se déclare pas ouvertement, préférant recruter de nouveaux membres et accroître son influence clandestinement.

#### Un ministre de la Défense controversé
Le 12 mai 1931, Quisling devient ministre de la Défense au sein du gouvernement agrarien de Peder Kolstad. Sa nomination surprend de nombreux députés, car il n'est ni membre du Parti agrarien, ni proche de Kolstad. Le choix du Premier ministre s'explique notamment par les antécédents de Quisling dans l'armée, ainsi que par les nombreuses recommandations dont il a bénéficié de la part d'hommes de presse influents, comme Thorvald Aadahl de Nationen ou Rolf Thommessen de Tidens Tegn.
La presse travailliste ne tarde pas à s'intéresser aux liens entre Quisling et le Nordisk folkereisning i Norge. Le mouvement est contraint d'apparaître au grand jour et de rendre public son programme, dont des journaux comme Arbeiderbladet (travailliste) ou Dagbladet (libéral) s'emparent aussitôt pour remettre en cause le choix du nouveau ministre de la Défense. Discrédité, le Nordisk folkereisning perd tout espoir de devenir un mouvement politique viable, mais Quisling sort relativement épargné de cet épisode, car sa nomination au gouvernement avait eu pour condition son départ du Nordisk folkereisning.

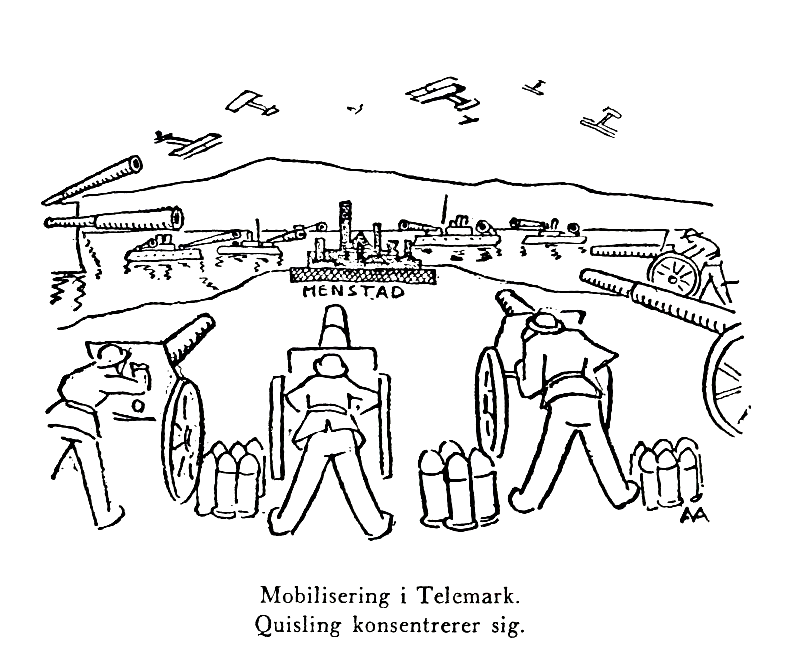
Dessin d'actualité paru dans le journal travailliste Arbeiderbladet au moment de la crise de Menstad : Mobilisation dans le Telemark. Quisling se concentre.

La première décision du nouveau ministre de la Défense est d'envoyer l'armée mettre un terme à la « bataille de Menstad (en) », un affrontement entre grévistes et briseurs de grève à l'usine Norsk Hydro de Menstad, dans le comté de Telemark, qui menace de dégénérer en bataille ouverte,. Le déploiement des troupes suffit à résoudre la crise. La détermination de Quisling lui vaut l'approbation de la presse de droite, toujours effrayée par la perspective d'une révolution socialiste, et les foudres de celle de gauche, pour qui ce genre de solution est inacceptable. Quisling tourne ensuite son attention vers la menace communiste. Il fait établir une liste des chefs syndicalistes soupçonnés d'avoir fomenté les troubles de Menstad, dont certains sont inculpés de subversion et de violences envers les forces de l'ordre. Il supervise également la création d'une milice contre-révolutionnaire permanente, le Leidang, mais l'idée fait long feu : malgré le grand nombre de sous-officiers de réserve disponibles du fait des coupes dans le budget de l'armée, seulement sept unités sont créées en 1934. Faute de moyens, le Leidang ne compte jamais plus d'un millier d'hommes avant de tomber dans l'oubli.
Le 2 février 1932, Quisling est agressé par un inconnu armé d'un couteau qui lui lance du poivre au visage. Certains journaux insinuent qu'il s'agit du mari jaloux d'une femme de ménage avec qui Quisling aurait eu une liaison ; d'autres, notamment dans le camp travailliste, dénoncent ce qu'ils estiment être une mascarade. Tous s'étonnent que la police n'ait été alertée que plusieurs heures plus tard, sur l'initiative de Prytz et contre l'avis de Quisling. Ce fait divers fait parler de lui jusque dans les travées du Parlement,. Lors de son procès, Quisling affirmera qu'il s'agissait selon lui d'une tentative de subtiliser des documents militaires laissés par le lieutenant-colonel suédois Wilhelm Kleen. Néanmoins, cette « affaire du poivre » n'a jamais été élucidée. Elle a pour principale conséquence une forte polarisation de l'opinion publique au sujet de Quisling, tandis le gouvernement s'inquiète de la possible présence de fauteurs de trouble soviétiques en Norvège.
Après la mort de Kolstad en mars 1932, Quisling conserve son porte-feuille sous l'autorité du nouveau chef du gouvernement, Jens Hundseid, malgré leurs profondes divergences d'opinion. Le ministre de la Défense reste au cœur des querelles gouvernementales. Le 8 avril, il prononce un discours controversé devant le Parlement en réponse aux accusations du député travailliste Johan Nygaardsvold concernant l'« affaire du poivre ». Loin de simplement se défendre, il s'en prend violemment aux travaillistes et aux communistes, accusant nommément des membres de ces partis d'être des criminels et « des ennemis de la patrie et du peuple ». Quisling devient instantanément le nouveau favori de la droite norvégienne. Une pétition rassemblant les signatures de 153 notables exige l'ouverture d'une enquête pour examiner ces accusations, des dizaines de milliers de Norvégiens rallient ses idées et Quisling passe l'été à prononcer des discours devant des salles combles. Cependant, au Parlement, son discours est considéré comme un véritable suicide politique : ses preuves sont pour le moins faibles, et l'on se demande pourquoi avoir attendu si longtemps pour révéler une menace révolutionnaire prétendument gravissime.
La fin de l'année 1932 est marquée en Norvège par « l'affaire Kullmann » : un officier de la marine norvégienne, Olaf Kullmann (en), est suspendu de ses fonctions après avoir participé à un congrès pacifiste à Amsterdam. Le Parti travailliste prend sa défense, tandis que Quisling souhaite le voir passer devant les tribunaux pour répondre de ses actes de « trahison organisée ». Il tente de forcer la main au ministère de la Justice en portant l'affaire devant la presse, au grand embarras du Premier ministre. Ce dernier ne peut renvoyer Quisling, car ses soutiens sont trop nombreux, jusque dans les rangs du Parti agrarien, mais de son côté, Quisling ne parvient pas davantage à contraindre Hundseid à la démission. Le conflit entre les deux hommes se poursuit donc sans relâche. En fin de compte, c'est le Parti libéral qui porte le coup de grâce au cabinet Hundseid au début de l'année 1933. Johan Ludwig Mowinckel reprend les rênes du pays le 3 mars, mettant un terme à l'unique expérience gouvernementale de Quisling.

#### La fondation duNasjonal Samlinget les élections de 1933

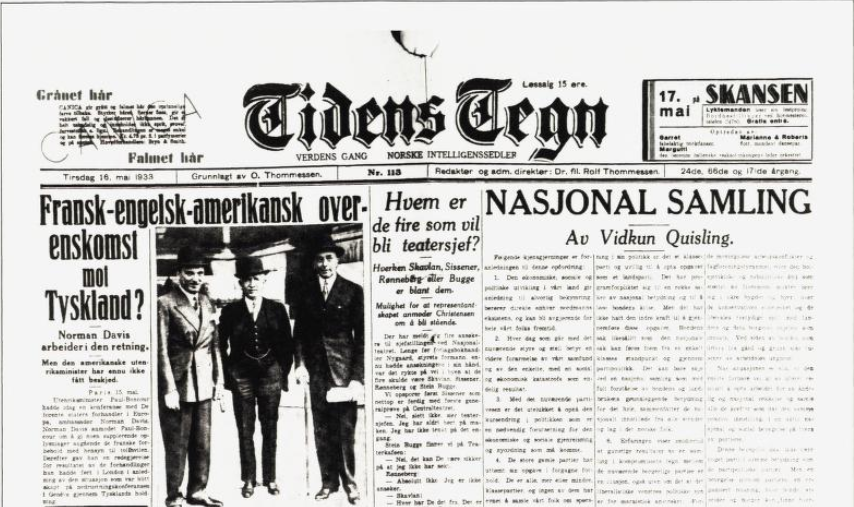
La une du Tidens Tegn du 16 mai 1933, annonçant la fondation du Nasjonal Samling.

Quisling est alors au sommet de sa popularité. Beaucoup voient en lui « l'homme de l'année », et on lui prédit de beaux succès électoraux, car il semble capable de drainer une bonne partie des voix des électeurs des partis du centre et de droite. Pendant ce temps, l'influence de Prytz sur le Nordisk folkereisning i Norge ne cesse de décliner, et l'avocat Johan Bernhard Hjort, attiré par la récente célébrité de Quisling, prend la tête du mouvement. Ensemble, Hjort et Quisling établissent un programme de droite comprenant l'interdiction des partis révolutionnaires, la suspension du droit de vote pour les bénéficiaires d'aides de l'État, l'allègement de la dette des paysans et un audit des finances publiques.
Durant les premiers mois de 1933, Quisling préserve ses relations avec le Parti agrarien, qu'il pense pouvoir utiliser comme base pour parvenir au pouvoir en l'amenant à aligner son programme sur celui du Nordisk folkereisning. Il ne parvient cependant pas à obtenir la déchéance de Hundseid, le président du parti. En fin de compte, le rapprochement entre les deux entités est abandonné, en grande partie sur le conseil de Prytz et Hjort. Au début du mois de mai, le Nordisk folkereisning est transformé en véritable parti politique, le Nasjonal Samling (« Rassemblement national »), en prévision des élections législatives d'octobre. Cette évolution, principalement conduite par Hjort et Prytz, déçoit un peu Quisling, qui se voyait plutôt à la tête d'un grand mouvement d'union nationale que d'un nouveau parti politique comme les autres. Le NS annonce qu'il apportera son soutien aux candidats d'autres partis qui approuvent son but majeur, « l'établissement d'un gouvernement national fort et stable, indépendant de la petite politique des partis ». Avec sa croyance en l'autorité d'un chef fort et sa propagande soutenue, le parti réunit peu à peu des soutiens dans les classes aisées d'Oslo, au point de donner l'impression d'être un parti de riches.
En dépit de son rapprochement avec le Bygdefolkets Krisehjelp, le parti de Quisling ne parvient pas à prendre la tête d'une grande coalition anti-socialiste, principalement en raison de la concurrence du Parti conservateur à droite. Bien que la réputation sulfureuse de Quisling permette de faire connaître le nom du Nasjonal Samling, il n'a pas la carrure d'un grand orateur. Les résultats des élections législatives d'octobre sont décevants : le NS ne réunit que 27 850 voix, soit 2 % à l'échelle du pays, 3,5 % en ne prenant en compte que les circonscriptions où il présentait un candidat. Bien qu'il dépasse les communistes, il n'est jamais que le cinquième parti du pays, loin derrière les conservateurs, les travaillistes, les libéraux et les agrariens. Aucun de ses candidats n'est élu au Parlement.

#### Les élections de 1936 et le déclin duNasjonal Samling

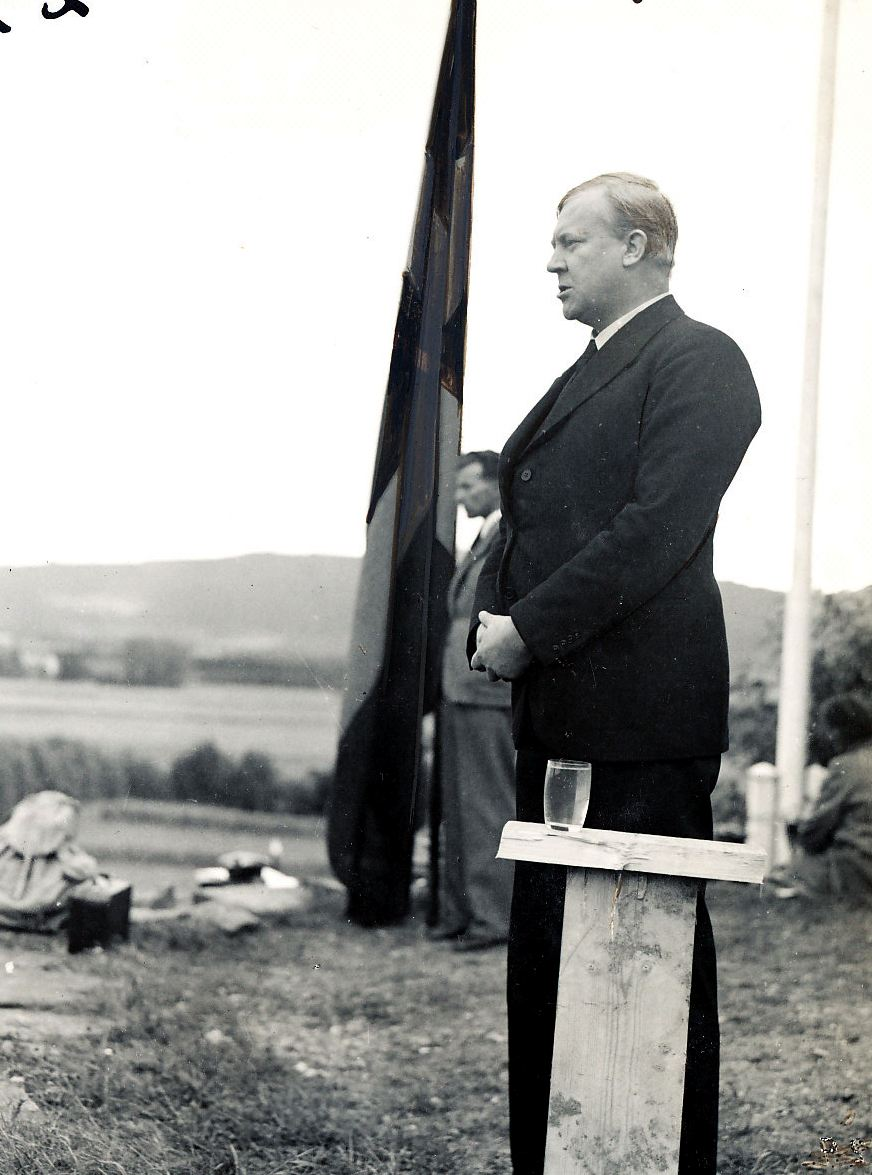
Vidkun Quisling prononce un discours à la deuxième convention nationale du Nasjonal Samling, le 29 juillet 1934, à Stiklestad.

Ces résultats médiocres rendent Quisling moins enclin à négocier et à chercher des compromis. Une dernière tentative d'unir la droite échoue en mars 1934, après quoi le Nasjonal Samling commence à développer sa propre forme de national-socialisme. Faute de représentation au Parlement, le parti peine à proposer les réformes constitutionnelles qui lui permettraient d'atteindre ses objectifs, et lorsque Quisling tente d'introduire lui-même le projet de loi, le Parlement le rejette rapidement. Le parti commence alors à décliner. Lorsque les journaux rapportent, durant l'été 1935, que Quisling a promis que « des têtes tomberont » lorsqu'il arrivera au pouvoir, son image est irrémédiablement entachée. Les mois qui suivent voient plusieurs membres de haut rang quitter le parti, parmi lesquels Kai Fjell et Jørgen Quisling, le propre frère du fører.
En décembre 1934, Quisling assiste à la conférence fasciste internationale de Montreux. Ce rapprochement avec le fascisme italien, quelques semaines à peine après le déclenchement de la crise d'Abyssinie, ne pouvait pas plus mal tomber pour son parti. Quisling a beau considérer ses idées comme une synthèse du fascisme italien et du nazisme allemand, les élections de 1936 le voient plus près que jamais d'être « l'Hitler norvégien » que ses adversaires l'accusaient d'être depuis longtemps. En effet, s'il poursuit une ligne ultra-nationaliste qui le voit recourir à des modèles issus du passé glorieux du pays (saint Olaf) et tenter de raviver la controverse du Groenland oriental, il fait également preuve d'un antisémitisme de plus en plus virulent, associant le judaïsme au marxisme, au libéralisme et plus généralement à tout ce qu'il déteste. Le NS adopte une structure de plus en plus proche de celle du parti nazi : ses membres portent des chemises brunes jusqu'à l'interdiction de tout uniforme politique en 1937 et adoptent le salut fasciste, tandis que le parti se dote d'une aile paramilitaire, la Specialavdelingen ou S.A., rebaptisée « Hird (en) » par la suite. Le titre de fører est repris pour désigner le chef.
La campagne électorale de 1936 est un échec sur toute la ligne : alors que Quisling est persuadé de pouvoir rallier 100 000 votants et d'obtenir au moins dix sièges au Parlement, le NS reçoit seulement 26 577 voix. Le parti enregistre de plus mauvais résultats qu'en 1933 alors qu'il proposait cette fois des candidats dans toutes les circonscriptions,. Cette débâcle électorale entraîne l'éclatement du NS et la naissance d'un groupe dissident formé par Hjort. Le parti perd la majeure partie de ses cadres, et les soutiens continuent à s'étioler tout au long de l'année 1937, comme l'illustrent les désastreux résultats des élections municipales d'octobre : à Oslo, il passe de 5 000 voix au précédent scrutin à seulement 800. Faute de ressources humaines, le NS ne peut enrayer son déclin et sombre dans une inactivité quasi complète. La plupart des observateurs, en Norvège comme à l'étranger, sont convaincus de sa disparition prochaine. Quisling est si déconsidéré qu'il n'est pas invité aux célébrations du cinquantième anniversaire d'Adolf Hitler en avril 1939, au contraire de Victor Mogens (en), le président de la Fedrelandslaget.
Cette situation pose de nombreux problèmes à Quisling, notamment sur le plan financier. Plusieurs pièces de sa collection de peintures s'avèrent de simples copies, mais après avoir vendu ce qu'il croit être une copie d'un Frans Hals pour 400 $, on découvre qu'il s'agit d'un original qui valait 100 000 $. Même les originaux ne se vendent pas aussi bien que Quisling l'espère, à cause de la Grande Dépression. Le projet de réforme électorale de 1938 vient accroître son ressentiment à l'égard de la société norvégienne : il prévoit notamment l'extension du mandat parlementaire de trois à quatre années, ce à quoi Quisling s'oppose farouchement.

### Au pouvoir durant la Seconde Guerre mondiale

#### L'approche du conflit
En 1939, Quisling commence à s'intéresser aux préparatifs norvégiens pour la prochaine guerre européenne : pour lui, le pays doit absolument accroître ses dépenses militaires afin de garantir sa neutralité. Néanmoins, il semble également apporter un soutien de plus en plus clair à Adolf Hitler : bien qu'il condamne la nuit de Cristal, il envoie ses meilleurs vœux au dictateur à l'occasion de son cinquantième anniversaire, en le remerciant d'avoir « sauvé l'Europe du bolchévisme et de la domination juive ». Quisling en est convaincu : dans l'éventualité où une alliance anglo-russe rendrait la neutralité norvégienne intenable, son pays serait contraint de s'allier à l'Allemagne. L'association allemande « Nordische Gesellschaft (en) » l'invite à assister à sa convention annuelle à Lübeck, et il passe l'été 1939 en Allemagne et au Danemark. Il est particulièrement bien reçu en Allemagne et se voit promettre des fonds pour améliorer la situation du Nasjonal Samling. Lorsque la Seconde Guerre mondiale éclate, le 1er septembre, Quisling se réjouit de la supériorité écrasante de l'armée allemande. Il est persuadé que son parti, aussi petit soit-il, ne tardera pas à jouer un rôle majeur dans les événements à venir.
Durant les neuf mois qui suivent, Quisling continue à diriger un parti d'importance microscopique sur la scène politique norvégienne. Il ne reste pas inactif pour autant : en octobre 1939, lui et Prytz préparent un projet de paix entre la Grande-Bretagne, la France et l'Allemagne qui déboucherait sur une nouvelle union économique entre ces trois pays. Il s'interroge également sur la meilleure façon dont l'Allemagne pourrait attaquer l'Union soviétique. Le 9 décembre, il se rend en Allemagne pour présenter ses ambitieux projets à plusieurs personnalités allemandes de haut rang, notamment l'idéologue du parti nazi Alfred Rosenberg et le grand amiral Erich Raeder. Impressionnés, ils lui conseillent de demander l'aide d'Hitler pour mener un coup d'État en Norvège. En échange, les Allemands pourraient utiliser la Norvège comme base navale. Le pays maintiendrait une neutralité de façade aussi longtemps que possible avant de passer sous le contrôle de l'Allemagne, plutôt que du Royaume-Uni. Ces projets ne sont peut-être pas entièrement clairs pour Quisling : il se repose beaucoup sur son futur ministre des Affaires étrangères, Albert Hagelin, qui parle couramment l'allemand, mais avec une fâcheuse tendance à l'exagération. Il ne fait presque aucun doute que Quisling et ses interlocuteurs se sont séparés avec des idées très différentes quant à la nécessité d'une invasion allemande de la Norvège.
Un concours de circonstances permet à Quisling de rencontrer en personne Hitler le 14 décembre. Le Führer lui promet qu'en cas d'invasion britannique, il lancera aussitôt une contre-invasion (de fait, il ordonne à son État-major de planifier une invasion de la Norvège sitôt son entretien avec Quisling terminé), mais il trouve ses projets de coup d'État et de paix anglo-allemande excessivement optimistes. Les deux hommes se rencontrent à nouveau quatre jours plus tard, après quoi Quisling écrit à Hitler pour lui dire clairement qu'il ne se considère pas comme un national-socialiste. Les Allemands poursuivent leurs machinations et laissent délibérément Quisling dans le brouillard, d'autant plus aisément que celui-ci souffre d'une maladie sévère (probablement une néphrite dans les deux reins), mais refuse d'être hospitalisé. Il reprend le travail le 13 mars 1940, mais reste malade encore plusieurs semaines. Entre-temps, l'incident de l’Altmark est venu compliquer la situation de la Norvège, et Hitler abandonne l'idée d'attendre qu'un gouvernement norvégien pro-nazi l'invite à occuper le pays. Ainsi, Quisling est convoqué à Copenhague le 31 mars, pour communiquer aux services de renseignements nazis des informations sur les défenses norvégiennes. Deux jours après son retour au pays, le 8 avril, les Britanniques lancent l'opération Wilfred, entraînant la Norvège dans le conflit. Quisling s'attend à une réaction rapide de la part du Reich.

#### L'invasion allemande et le coup d'État du 9 avril 1940
Au matin du 9 avril 1940, l'Allemagne envahit la Norvège. L'un de ses objectifs est de s'emparer du roi Haakon VII et des membres du gouvernement de Johan Nygaardsvold, mais le président du Parlement C. J. Hambro parvient à les faire évacuer vers Hamar, dans l'Est du pays. Pendant ce temps, le croiseur lourd allemand Blücher, qui transporte les individus censés assurer le gouvernement de la Norvège occupée, est coulé dans l'Oslofjord par les canons et torpilles de la forteresse d'Oscarsborg. Ainsi, alors que les Allemands comptaient sur la reddition de l'ancien gouvernement pour le remplacer par des hommes à leur solde, ils sont déjoués sur les deux plans, même si l'invasion poursuit son cours. La confusion qui règne à Oslo les incite à entrer en contact avec Quisling, et après des heures de discussions, Quisling et ses interlocuteurs allemands s'accordent sur la nécessité d'un coup d'État.

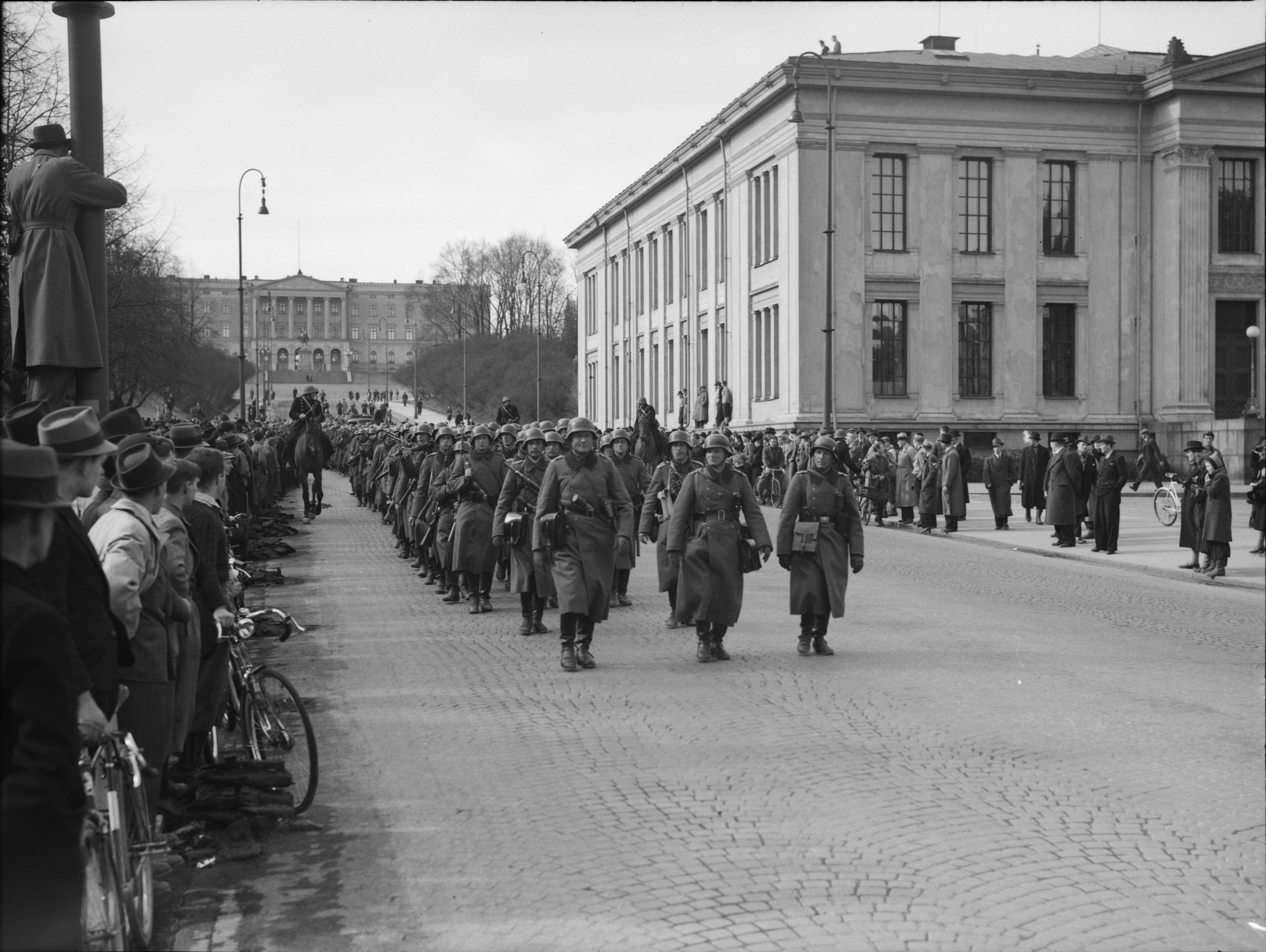
Des soldats allemands défilent dans les rues d'Oslo le 9 avril 1940 guerre mondiale.

Dans l'après-midi du 9 avril, l'agent de liaison allemand Hans Wilhelm Scheidt informe Quisling qu'il recevra l'accord personnel d'Hitler s'il monte un gouvernement. Quisling prépare une liste de ministres et accuse le gouvernement légitime d'avoir pris la fuite, même s'il se trouve encore à Elverum, à une cinquantaine de kilomètres à peine de la capitale. Pendant ce temps, Oslo est occupé, et la radio publique NRK cesse d'émettre à 17 h 30 sur ordre des forces d'occupation. Deux heures plus tard, Quisling se rend aux studios de la NRK pour annoncer la formation d'un nouveau gouvernement, dont il est le Premier ministre, et révoquer un ordre de mobilisation contre l'invasion nazie,. Bien qu'il tente de justifier sa prise de pouvoir par la nécessité de défendre le pays de l'invasion britannique, les Norvégiens ne sont pas dupes et comprennent rapidement qu'il joue le rôle que veulent lui voir jouer les Allemands. Sa légitimité reste incertaine : un ami colonel (Hans S. Hiorth, à la tête du régiment stationné à Elverum) et le chef de la police d'Oslo refusent d'exécuter les ordres qu'il leur donne. Quisling prononce une deuxième allocution radiophonique à 22 h : elle est quasiment identique à la première, mais cite quelques ministres supplémentaires et menace de représailles les fonctionnaires qui refuseraient d'obéir aux ordres du nouveau gouvernement. Comme promis, Hitler reconnaît Quisling dans la journée,.
Le 10 avril, l'ambassadeur allemand Curt Bräuer se rend à Elverum sur ordre de Hitler pour exiger de Haakon VII qu'il nomme Quisling chef du gouvernement. Comme Bräuer s'y attendait, le roi refuse, déclarant qu'il préfèrerait abdiquer que reconnaître Quisling Premier ministre. Le gouvernement Nygaardsvold approuve à l'unanimité cette déclaration et presse la population de continuer à résister à l'envahisseur,. Puisqu'il ne dispose d'aucune légitimité populaire ou officielle, Quisling cesse d'être utile à Hitler, et le Reich interrompt donc son soutien au gouvernement de Quisling pour mettre sur pied sa propre commission gouvernementale. Quisling est remplacé par Bräuer et une coalition d'anciens alliés, dont Hjort, qui le considèrent désormais comme un frein. Prytz lui-même l'abandonne. Hitler lui écrit pour le remercier de ses efforts et lui garantir un poste dans le nouveau gouvernement, et le transfert de pouvoir a lieu le 15 avril, alors qu'Hitler pense encore que le Conseil d'administration (en) recevra l'approbation royale. Quisling n'est resté au pouvoir qu'une semaine, mais cela lui a suffi pour acquérir une réputation de traître et d'incompétent.

#### Chef du gouvernement
Le roi ayant déclaré illégal le Conseil d'administration, il est clair qu'il ne ralliera jamais la cause nazie. Le 24 avril, Hitler nomme Josef Terboven Reichskommissar de Norvège et le place directement sous son autorité. En dépit des garanties d'Hitler, Terboven, en froid avec Quisling, tient à écarter le Nasjonal Samling et son chef du gouvernement du pays. Il finit par tolérer la présence du NS dans son gouvernement courant juin, mais force Quisling à démissionner de la présidence du parti le 25 juin et l'envoie en Allemagne. Alfred Rosenberg et Erich Raeder intercèdent en sa faveur auprès d'Hitler, et après une rencontre avec le Führer le 16 août, Quisling rentre en triomphe en Norvège le 20 : le Reichskommissar doit reconnaître Quisling comme chef du gouvernement, lui permettre de reconstituer le NS et nommer davantage de ses hommes à des postes gouvernementaux.
Ainsi, à la fin de l'année 1940, la monarchie est suspendue, bien qu'il subsiste un Parlement et un semblant de gouvernement. Le Reichskommissariat Norwegen dirigé par Terboven assure le pouvoir en attendant que le Nasjonal Samling se reconstruise. Quisling exerce la fonction de Premier ministre sans le titre, et dix membres du « cabinet » sur treize sont issus de son parti. Son programme consiste à anéantir « les principes destructeurs de la Révolution française », dont le pluralisme et le parlementarisme. Il concerne tous les niveaux de la vie politique : les maires qui adhèrent au NS reçoivent davantage de pouvoirs que les autres. Si la liberté de la presse n'est théoriquement pas remise en cause, des programmes culturels abondamment censurés sont mis en place. La contraception est fortement limitée pour assurer la survie du génotype nordique. Le NS connaît son apogée en septembre 1941 avec un peu plus de 30 000 membres, mais en dépit de l'optimisme de Quisling, il ne franchit jamais la barre des 40 000.

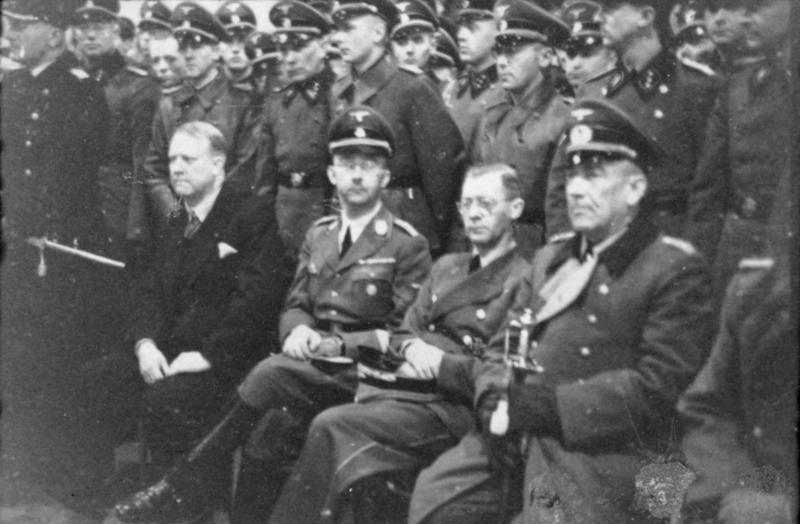
Photographie prise lors de la visite de Heinrich Himmler en Norvège en 1941. De gauche à droite : Quisling, Himmler, Terboven et Nikolaus von Falkenhorst (commandant des forces allemandes en Norvège).

Quisling retourne à Berlin du 5 au 13 décembre 1940 pour négocier l'indépendance future de la Norvège vis-à-vis de l'Allemagne. Estimant qu'elle passe par une collaboration militaire franche entre les deux pays, il accepte d'envoyer des volontaires rejoindre la division Nordland de la Waffen-SS. Heinrich Himmler se rend en personne en Norvège pour superviser les préparatifs du recrutement de ces volontaires en janvier 1941. Quisling durcit également son attitude à l'égard de la Grande-Bretagne, où s'est réfugié le roi Haakon VII, et il aligne la politique de son pays à l'égard des Juifs sur celle de Berlin. Le 26 mars, il prononce un discours à Francfort en faveur de l'exil obligatoire des Juifs, mais opposé à leur extermination. En mai, alors que Quisling est abattu par la mort de sa mère Anna, dont il était très proche, la question de l'indépendance norvégienne se pose en termes plus aigus que jamais : on parle à Berlin de la création d'une brigade norvégienne de l'Allgemeine-SS relevant directement d'Hitler, tandis que la division financière du Reichskommissariat tente de contourner le gouvernement Quisling, qui menace Terboven de démissionner. Un compromis est finalement trouvé entre les deux hommes : Terboven cède sur la question des finances, mais Quisling doit en échange accepter la création d'une brigade de l'Allgemeine-SS, qui reste néanmoins une branche du NS.
En politique intérieure, le gouvernement renforce la répression : des dirigeants communistes sont arrêtés, des syndicalistes menacés, des postes de radio confisqués. Le 10 septembre, les dirigeants syndicalistes Viggo Hansteen et Rolf Wickstrøm sont condamnés à mort et exécutés à la suite de la grève du lait (melkestreiken) à Oslo. Cette date marque la fin d'une première période de l'occupation nazie, relativement bénigne, et le début d'une deuxième période, plus violente. C'est également en 1941 que la Statspolitiet, dissoute en 1937, est rétablie pour assister la Gestapo dans son travail. Quisling approuve les décisions prises par Terboven et va jusqu'à qualifier de traîtres les membres du gouvernement en exil. Ce durcissement entraîne une ostracisation des membres et des sympathisants du NS par le reste de la société. Quisling en a conscience, mais croit qu'il ne s'agit que d'un sentiment anti-allemand qui disparaîtra de lui-même une fois que le pouvoir sera entièrement aux mains de son parti. Il n'obtient néanmoins que quelques concessions de l'occupant en 1941 : les chefs des ministères sont officiellement reconnus comme étant des ministres membres du gouvernement, et le secrétariat du parti obtient son indépendance.

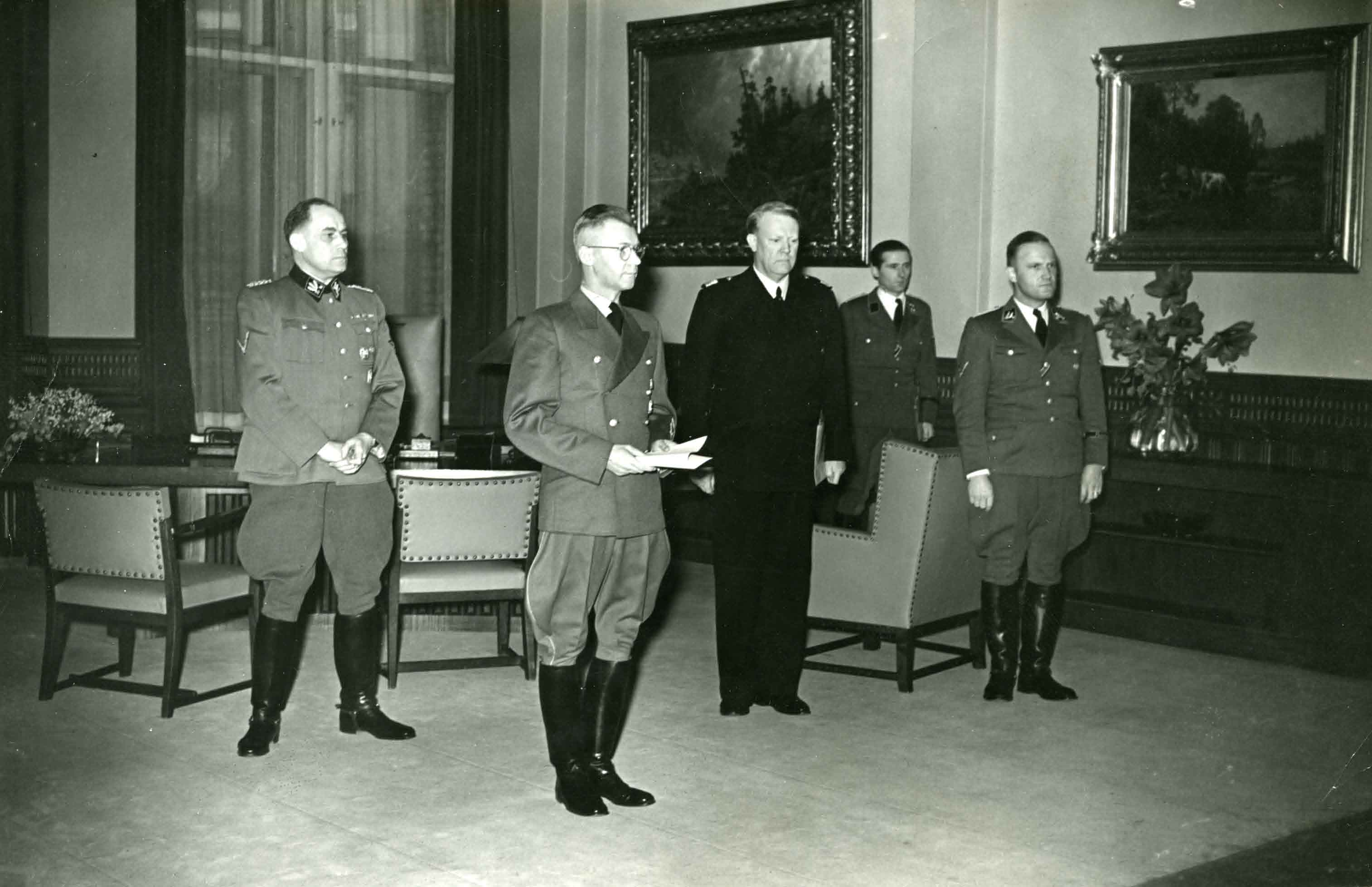
Terboven et Quisling le 1er février 1942, jour de la passation de pouvoir entre les deux hommes.

Terboven annonce en janvier 1942 une réduction de l'administration allemande, et informe peu après Quisling que le transfert de pouvoir, approuvé par Hitler, aura lieu le 30. Quisling est dubitatif : leurs deux pays sont en pleins pourparlers de paix, qui n'ont guère de chances d'être conclus avant que le front de l'Est ne soit pacifié. Néanmoins, Quisling sait qu'il est en position de force au sein de son parti grâce à ses relations avec Berlin, malgré son impopularité auprès de la population. La passation de pouvoir se déroule en fin de compte le 1er février 1942, avec l'annonce de l'élection de Quisling au poste de « ministre-président » (ministerpresident) du Gouvernement national,, bien que Quisling aurait préféré « régent du Royaume » (riksforstander), un titre plus purement norvégien. Il bénéficie alors d'une meilleure assise que jamais auparavant, même si le Reichskommissariat Norwegen continue à exister indépendamment de son contrôle et à exercer la réalité du pouvoir. Une seule modification est apportée à la Constitution du pays : le rétablissement de la clause interdisant aux Juifs d'entrer sur le sol norvégien, qui avait été abolie en 1851.

#### Ministre-président

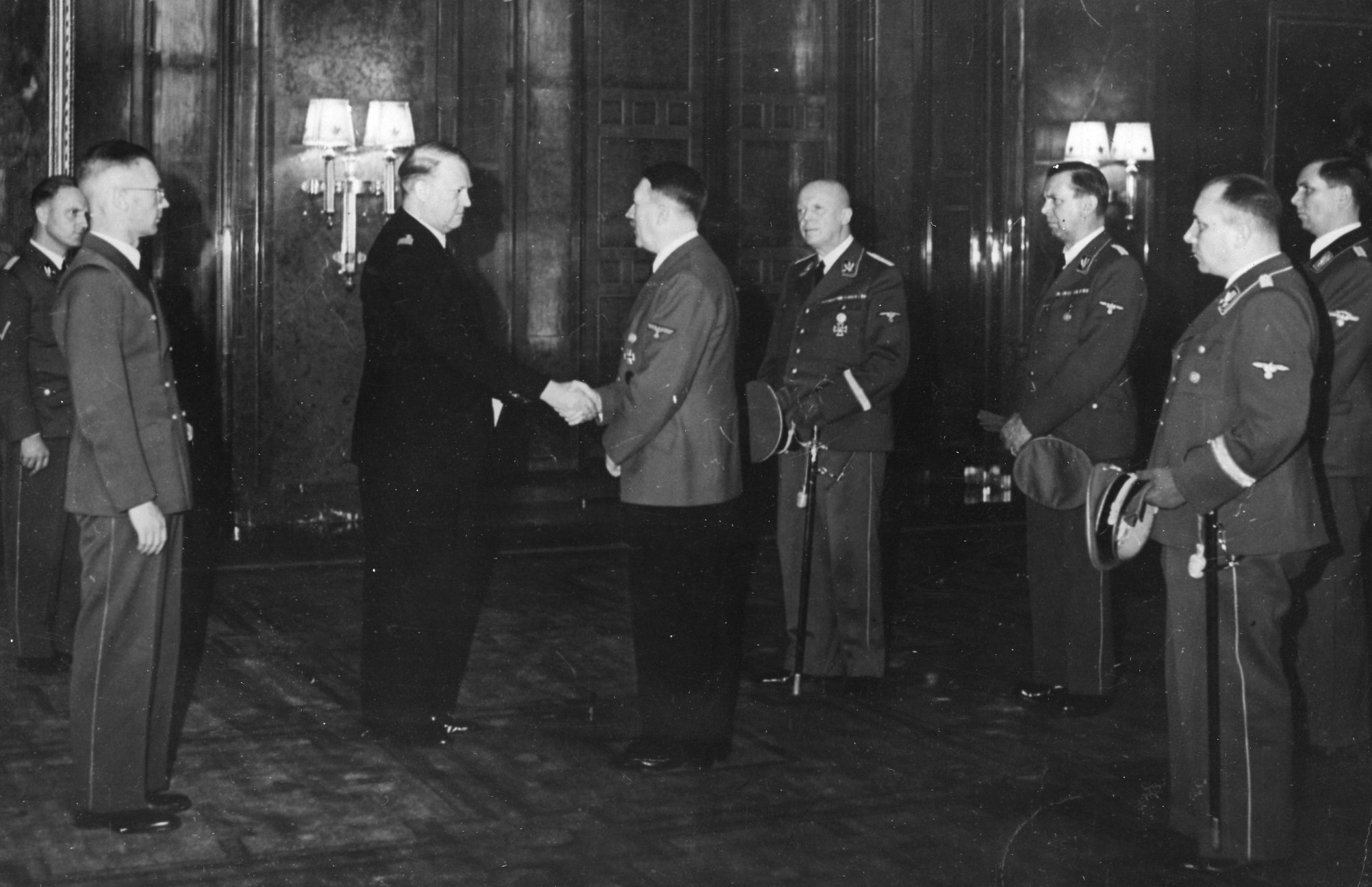
Quisling rencontre Hitler le 13 février 1942 guerre mondiale.

Quisling se rend pour la première fois en visite d'État à Berlin en février 1942, afin de débattre de l'indépendance norvégienne. Il estime que son pays aurait toute sa place comme membre d'une « fédération germanique », avant de devenir une puissance de l'Axe à part entière. Il juge son voyage productif, mais Hitler se garde bien de lui révéler que ses projets grandioses ne correspondent guère aux vues de l'Allemagne. Joseph Goebbels brosse un portrait peu flatteur du ministre-président dans son journal intime : « C'est un théoricien et un dogmatiste, et l'on ne saurait guère s'attendre à ce qu'il développe les qualités d'un grand homme d'État,. »
La Norvège devient officiellement un pays à parti unique le 12 mars, et de nouvelles lois viennent réprimer toute critique et résistance au parti, au grand regret de Quisling qui espère sincèrement que tous ses concitoyens vont finir par accepter son gouvernement. Son optimisme est rapidement douché. Lorsque Quisling tente de contraindre les enfants du pays à rejoindre les Nasjonal Samlings Ungdomsfylking, organisation de jeunesse sur le modèle des Jeunesses hitlériennes, de nombreux enseignants et ecclésiastiques démissionnent en signe d'opposition, et un vaste mouvement de protestation s'ensuit. La rudesse avec laquelle est traité l'évêque Eivind Berggrav suscite des réactions similaires dans la population et jusque chez les Allemands. Quisling a beau durcir le ton, affirmant que les Norvégiens devront vivre avec son régime, « qu'ils le veuillent ou non », ce sont les enseignants qui sortent vainqueurs de ce bras de fer. Le 1er mai, le haut-commandement allemand note que « la résistance organisée à Quisling a débuté », ce qui fait piétiner les négociations de paix avec Berlin. Le 11 août, Hitler repousse la reprise des négociations à la fin de la guerre. Quisling est réprimandé et apprend que la Norvège ne sera pas aussi indépendante qu'il l'espérait. Pour ne rien arranger, on lui interdit d'écrire directement au Führer. Il se sent trahi. Ce n'est qu'en septembre 1943 qu'Hitler se prononce clairement en faveur d'une Norvège libre après la fin du conflit.
Le soutien populaire au Nasjonal Samling et à Quisling lui-même ne cessent de décroître, du fait de querelles intestines et de disparitions comme celle de Gulbrand Lunde, responsable de la propagande du Parti, tué dans un accident de voiture en octobre 1942. La politique maladroite des forces d'occupation allemandes, illustrée par l'exécution de dix citoyens éminents de Trondheim en octobre 1942, n'améliore pas l'image du Gouvernement national. En août 1943, l'exécution de l'officier de police Gunnar Eilifsen par les forces occupantes est interprétée comme une violation de la Constitution par la plupart des Norvégiens, malgré la loi ad hoc votée par le gouvernement (la « lex Eilifsen ») pour justifier a posteriori cette exécution.
Un recensement des Juifs est effectué en janvier 1942 à l'initiative des Allemands, mais avec l'aide du gouvernement collaborateur. Les Juifs de sexe masculin commencent à être arrêtés à partir du 26 octobre, avec l'aide des forces de police norvégiennes, pour être envoyés dans des camps de concentration (principalement à Berg), où ils sont surveillés par des membres du Hird, l'aile paramilitaire du NS. Les biens des Juifs arrêtés sont réquisitionnés par l'État en vertu d'une loi votée le 26 octobre, pour des raisons incertaines : il s'agit soit d'un geste collaborationniste de la part de Quisling, soit au contraire d'une mesure anti-collaborationniste, afin d'empêcher les forces occupantes de confisquer les biens des Juifs. Les prisonniers sont déportés avec leurs familles vers Auschwitz le 26 novembre, sans que Quisling ne soit mis au courant, même s'il approuve clairement cette initiative et tente de convaincre ses concitoyens que les autorités norvégiennes y ont participé. Rien ne permet d'affirmer qu'il ait été au courant de la solution finale,.

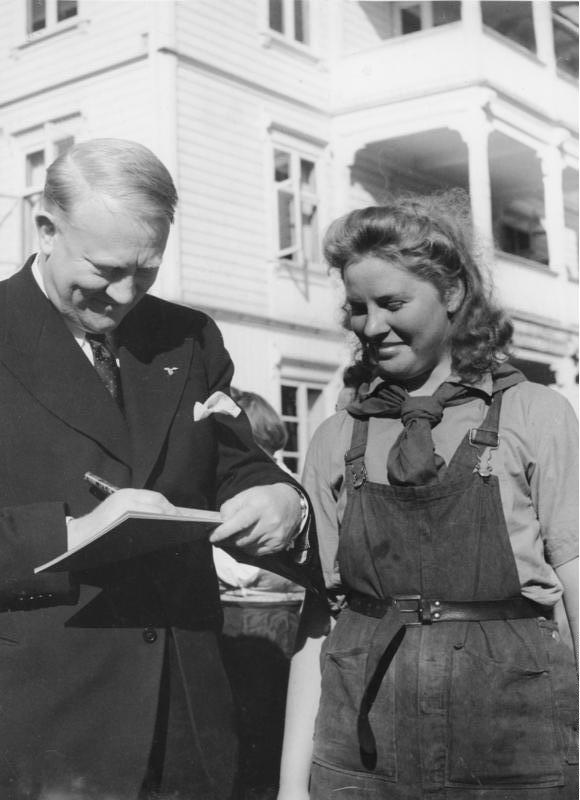
Quisling signe un autographe en 1943.

Bien que la situation militaire allemande soit de plus en plus préoccupante, la position du NS à la tête des affaires reste inattaquable, et un optimisme de façade reste de mise. Cependant, la mainmise nazie sur la Norvège se fait de plus en plus pesante : après les Juifs, c'est au tour d'officiers d'être déportés, et des étudiants de l'université d'Oslo manquent de les suivre. Hitler n'approuve pas la maladresse et la brutalité dont fait preuve Terboven, qui chute dans son estime, mais Quisling n'en profite pas, faute de s'être suffisamment distancié du Reichskommissar durant ces événements,. Après la défaite de Stalingrad en février 1943, il estime que la Norvège peut et doit jouer un rôle actif au service du Reich. Cependant, lorsqu'il tente d'imposer la conscription aux membres du Hird au début de l'année 1944, beaucoup préfèrent démissionner qu'être enrôlés de force. La Résistance est de plus en plus active, et de nombreux membres du NS, craignant pour leur vie, préfèrent quitter le parti, malgré les exhortations de leurs dirigeants. En mai 1944, Quisling met en œuvre une initiative personnelle à grand renfort de propagande : la réquisition de tous les Norvégiens mâles nés entre 1921 et 1923, au profit de l'effort de guerre allemand. C'est un échec retentissant : les jeunes Norvégiens s'enfuient en masse vers les campagnes, où ils reçoivent l'aide de la Résistance sans que le gouvernement ne parvienne à réagir. En fin de compte, à peine 300 hommes sont mobilisés sur les 70 000 visés par cette mesure.

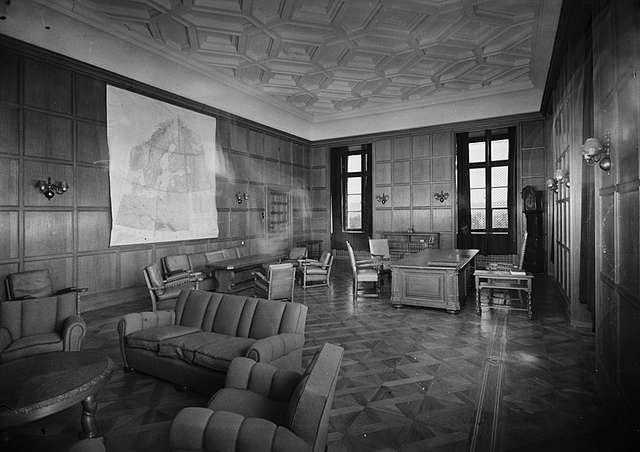
Le bureau occupé par Quisling au palais royal d'Oslo jusqu'à son arrestation.

Le 20 janvier 1945, Quisling rend une dernière visite à Hitler avec Terboven. Il lui promet le soutien de la Norvège dans les dernières phases du conflit en échange d'un traité de paix qui exclurait le Reich des affaires norvégiennes. En effet, il craint que son gouvernement n'ait du mal à garder le contrôle du nord du pays au fur et à mesure de la retraite des forces allemandes. Les nazis préfèrent avoir recours à la politique de la terre brûlée, allant jusqu'à exécuter les civils norvégiens qui refusent l'évacuation, à la plus grande horreur de Quisling et de ses ministres. Les raids aériens des Alliés et les actions de la Résistance causent également de plus en plus de victimes civiles. L'échec de sa rencontre avec Hitler pousse Quisling à refuser de signer l'acte d'exécution de milliers de « saboteurs » norvégiens ; furieux, Terboven quitte la table des négociations. Quisling ne peut s'empêcher de pleurer en racontant son voyage à un ami : il est persuadé que sa réputation de traître est faite, à présent que les nazis ont refusé ses propositions de paix.
Durant les derniers mois de la guerre, Quisling continue à lutter contre la Résistance à travers l'exécution d'otages. Il envisage la possibilité que la Norvège constitue le dernier réduit du Reich, l'armée allemande constituant son dernier espoir de se maintenir au pouvoir, et élabore des projets démesurés à cette fin, comme la naturalisation des 364 000 soldats allemands encore présents sur le sol norvégien. Plus prosaïquement, il mobilise les bataillons du Hird afin de se préparer à une éventuelle invasion alliée, mais beaucoup de membres de l'organisation préfèrent déserter. Quisling se résigne finalement à la défaite du national-socialisme, et le suicide d'Adolf Hitler, le 30 avril, lui permet de préparer ouvertement des projets irréalistes de partage du pouvoir avec la Résistance ou le gouvernement en exil,. Le 7 mai, il ordonne aux forces de police de ne pas opposer de résistance à l'avancée alliée, sauf en situation de légitime défense ou contre des membres affichés de la Résistance. L'Allemagne annonce sa capitulation sans conditions le même jour, rendant la position de Quisling intenable. Avec pragmatisme, il s'adresse aux chefs militaires de la résistance le lendemain pour étudier les conditions de son arrestation : il ne souhaite pas être traité comme un criminel de droit commun, mais ne veut pas non plus de traitement de faveur par rapport à ses camarades du NS. Il affirme qu'il aurait pu combattre jusqu'au bout, et qu'il se rend pour éviter de faire de la Norvège un champ de bataille. En contrepartie, il demande que la résistance lui accorde un procès en bonne et due forme, à lui et aux autres principaux membres du NS, ainsi que d'être incarcéré dans une maison et non dans un complexe pénitentiaire.

### Arrestation, procès et exécution

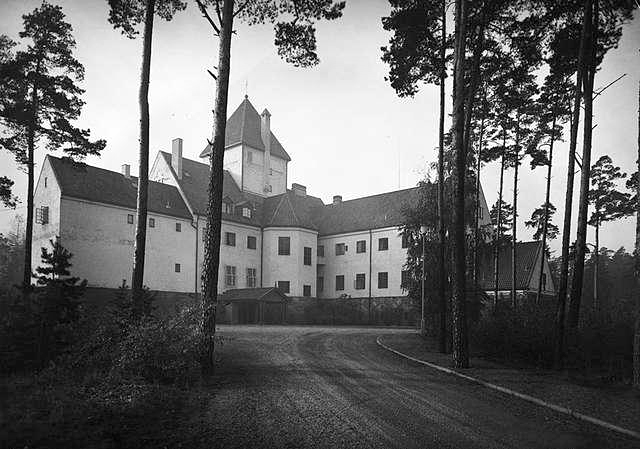
Gimlé, le manoir de Quisling à Bygdøy, en 1945. C'est là qu'il est arrêté le 9 mai 1945-.

Les leaders civils de la résistance, représentés par l'avocat Sven Arntzen (en), exigent que Quisling soit traité comme n'importe quel autre suspect de meurtre. En fin de compte, l'ancien ministre-président n'a d'autre choix que de se rendre avec les membres de son gouvernement le 9 mai. Il est transféré à Møllergata 19 (en), le principal commissariat d'Oslo. Sa cellule, la no 9, possède pour tout mobilier une petite table, une bassine et un trou dans le mur avec un seau à excréments. Quisling y reste deux semaines sous étroite surveillance policière, afin d'empêcher toute tentative de suicide de sa part. Il est ensuite transféré à la citadelle d'Akershus pour y attendre son procès.
Quisling souffre de neuropathie périphérique et perd beaucoup de poids, mais sa constitution solide lui permet de se remettre assez rapidement pour préparer sa défense avec son avocat Henrik Bergh (en). Bien que ce dernier ne ressente aucune sympathie pour son client, il le croit lorsque celui-ci affirme avoir agi dans l'intérêt de son pays et décide de construire sa plaidoirie sur cette idée.
Les charges qui pèsent sur Quisling relèvent à la fois de la justice civile et de la justice militaire. Elles concernent tout d'abord le coup d'État du 9 avril 1940 et ses actions en tant que dirigeant du Nasjonal Samling et ministre-président, incluant l'aide apportée à l'ennemi et les tentatives illégales de modifier la Constitution. Quisling est également accusé du meurtre de Gunnar Eilifsen. Sans contester les principaux faits, il réfute toutes les charges, affirmant avoir toujours œuvré en faveur d'une Norvège libre et prospère dans une réponse longue de soixante pages. Il blâme Jonas Lie et les Allemands pour la mort d'Eilifsen. De nouveaux chefs d'accusation viennent s'ajouter à l'affaire le 11 juillet : meurtres supplémentaires, vol, détournement de fonds, et surtout conspiration avec Hitler en vue de l'occupation de la Norvège. Quisling continue à protester de son patriotisme et rejette la responsabilité de l'invasion allemande sur le gouvernement Nygaardsvold.
Le procès débute le 20 août 1945. Dans sa défense, Quisling, qui plaide non coupable pour tous les chefs d'accusation, minimise ses liens avec l'Allemagne et insiste sur sa lutte pour la pleine indépendance de la Norvège, en contradiction avec les souvenirs de la plupart de ses concitoyens. Son biographe Hans Fredrik Dahl décrit la façon dont Quisling balance dès lors entre vérité et mensonges, apparaissant finalement comme « un personnage insaisissable et souvent pitoyable ». Son comportement donne lieu à des doutes sur sa santé mentale, et des examens médicaux sont effectués avec son consentement du 25 au 28 août afin de confirmer qu'il est entièrement sain d'esprit. Il en ressort très affaibli, et sa défense s'en ressent durant le reste du procès. L'accusation se sert des témoignages de fonctionnaires allemands pour lui imputer la responsabilité de la Shoah en Norvège, et le procureur Annæus Schjødt (en) exige la peine de mort, en invoquant des lois passées par le gouvernement en exil en octobre 1941 et janvier 1942,.
Dans sa plaidoirie finale, le 5 septembre, Bergh tente de sauver son client en semant le doute dans l'esprit de la cour : il invente l'« énigme Quisling » (gåten Quisling), en rappelant les antécédents complexes du personnage et en insistant sur le fait qu'il aurait toujours agi dans l'intérêt de la Norvège. Il sollicite donc l'indulgence du tribunal. Schjødt rejette l'idée d'une « énigme », n'y voyant qu'un nouvel avatar du « mythe du fører », et rappelle les défauts de l'accusé : son ambition, son indécision, sa faiblesse.
Le verdict est rendu le 10 septembre : Quisling est reconnu coupable pour la quasi-totalité des chefs d'accusation, presque toujours à l'unanimité de la cour. Il est condamné à mort, ainsi qu'à verser une amende de plus d'un million de couronnes. La demande d'appel déposée par Bergh devant la Cour suprême le 28 septembre, portant à la fois sur la culpabilité de son client et la peine prononcée, est rejetée le 13 octobre. De son côté, Quisling adopte une posture de martyr : il est convaincu que l'Histoire lui donnera raison. Après avoir apporté son témoignage dans les procédures judiciaires intentées à d'autres membres de haut rang du NS, il est fusillé par un peloton d'exécution au pied des remparts de la citadelle d'Akershus, le 24 octobre 1945, à 2 h 40 du matin. Ses dernières paroles sont : « Mon procès n'était pas équitable, et je meurs innocent. »

## Personnalité

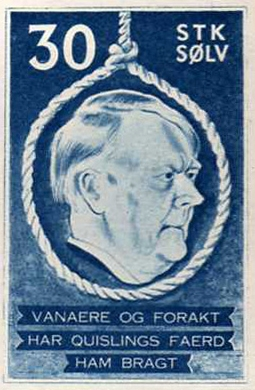
Une proposition anonyme de timbre postal de 1941.

Quisling est perçu très différemment par ses partisans et par ses adversaires. Pour les premiers, c'est un administrateur talentueux et consciencieux, érudit, attentif au moindre détail, jusqu'à l'excès, préoccupé du bien-être de ses concitoyens et se tenant à un standard moral élevé. Pour ses adversaires, en revanche, c'est un individu instable et indiscipliné, brutal, voire menaçant. Il y a vraisemblablement du vrai dans les deux portraits de l'homme : à l'aise avec ses amis, tendu avec ses opposants, et aussi timide et réservé avec les uns qu'avec les autres, au point qu'il lui arrive souvent de rester parfaitement muet lors de dîners officiels. Lorsqu'il est sous pression, il laisse souvent échapper des réactions exagérées.
Quisling se lève tôt et travaille souvent pendant plusieurs heures avant d'arriver à son bureau, entre 9 h 30 et 10 h. Il aime intervenir dans presque tous les domaines du gouvernement, s'intéresse tout particulièrement aux affaires de Fyresdal, sa ville natale, et s'occupe lui-même du courrier qui lui est adressé. Il prend souvent des décisions rapides sans en référer à ses proches, mais contrairement à Hitler, il ne se prive pas de leurs conseils et respecte scrupuleusement la procédure, car il tient à ce que les affaires du gouvernement restent « dignes et civilisées ». Il n'accorde pas de faveurs aux membres du Nasjonal Samling et ne se livre à aucune extravagance, sans pour autant endurer les mêmes souffrances que ses concitoyens pendant la guerre.

## Opinions religieuses et philosophiques: l'«universisme»

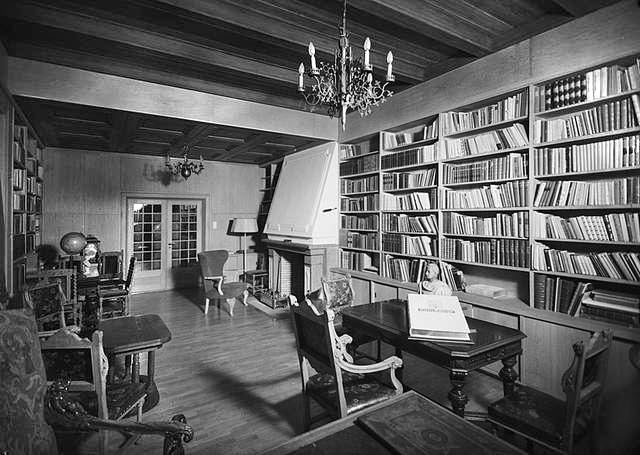
La bibliothèque de Quisling en 1945.

Fils d'un pasteur de l'Église de Norvège, Quisling est éduqué dans la foi luthérienne. Il s'intéresse très tôt à la religion et à la métaphysique, accumulant les ouvrages de Spinoza, Kant, Hegel, Swedenborg et Schopenhauer. Cependant, il ne s'intéresse guère aux philosophes contemporains et préfère suivre l'évolution des théories de la physique quantique. Il s'appuie dessus pour créer une nouvelle religion librement inspirée du christianisme : l'« universisme » (ou « universalisme »), terme emprunté à un traité sur la philosophie chinoise.
Quisling rédige plusieurs milliers de pages sur l'universisme, dont il souhaite faire la religion d'État de sa nouvelle Norvège, puis du monde entier. Rien n'en est publié de son vivant, hormis un court pamphlet d'une vingtaine de pages intitulé « De l'existence de mondes habités autres que la Terre, et des implications de ce fait sur notre vision de l'existence » (Om at bebodde verdner finnes utenom jorden og betydningen derav for vår livsanskuelse), qu'il édite lui-même en 1929 dans l'indifférence générale. Vers la fin des années 1920, il entreprend de rédiger un long traité de 700 pages sur l'universisme, qu'il n'achèvera jamais. Il devait se composer de quatre parties : « De la conscience comme point de départ de l'élucidation de l'existence », une introduction aux principes de sa religion ; « l'univers », décrivant le passage de la conscience individuelle à la conscience collective chez l'espèce humaine ; « l'humanité », abordant divers aspects de l'existence humaine (l'immortalité, le droit, la volonté) ; et « le monde », une série de chapitres consacrés à la science, l'art, la politique, l'histoire et les questions de race et de religion. La conclusion devait proposer une « organisation et classification organique du monde ».
Quisling se plonge à nouveau dans l'universisme au cours de son procès, et plus encore après sa condamnation. Il considère désormais la guerre comme une étape vers le royaume de Dieu sur Terre, ce qui lui permet de justifier a posteriori ses actions des cinq années passées. Durant la première semaine d'octobre 1945, il rédige Aphorismes universistiques, un document d'une cinquantaine de pages au ton prophétique dans lequel il s'élève contre le matérialisme du national-socialisme et rejette le racisme et l'antisémitisme dont il avait fait preuve jusqu'alors. Il rédige également un sermon, Justice éternelle, qui reprend ses principales croyances, dont celle en la réincarnation.

## Postérité

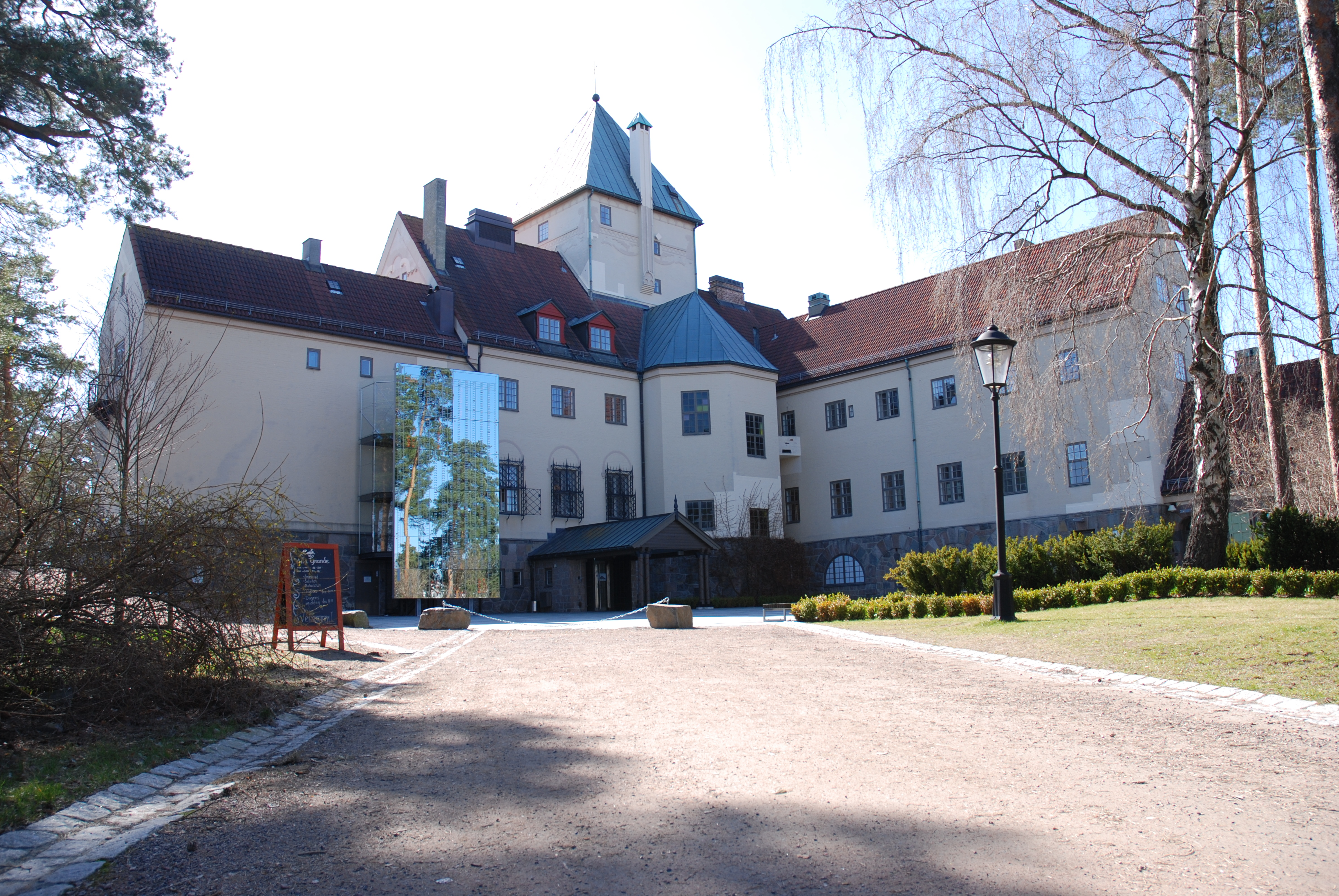
La Villa Grande en 2008.

Le corps de Quisling est incinéré, mais les cendres restent plusieurs années en possession des autorités, qui craignent les profanations que pourrait subir sa tombe. Elles sont finalement rendues à sa veuve Maria et enterrées le 1er juillet 1959 dans le cimetière de Gjerpen, dans le Telemark, en accord avec les dernières volontés du défunt. Maria Quisling réside à Oslo jusqu'à sa mort, en 1980. Elle ne laisse pas de descendance et lègue toutes les œuvres d'art russes rassemblées par son mari à une œuvre caritative. Le manoir de Quisling à Bygdøy, baptisé Gimlé en référence à la mythologie nordique, s'appelle désormais Villa Grande et abrite un musée consacré à la Shoah.
Vidkun Quisling est l'un des Norvégiens les plus célèbres de l'histoire. Son nom de famille est passé dans la langue anglaise comme synonyme de « traître », à la suite d'un éditorial du Times du 15 avril 1940 intitulé « Quislings everywhere », « Des Quislings partout, ». Malgré cela, son héritage politique est quasiment inexistant : après l'interdiction du Nasjonal Samling à la libération, l'extrême droite nationaliste est tellement discréditée qu'il faut attendre les années 1970 pour qu'une nouvelle formation politique, le Parti du progrès, émerge à la droite des conservateurs. Quisling reste un épouvantail pour l'immense majorité du peuple norvégien, et les rares organisations à se revendiquer clairement de son héritage sont des groupuscules dépourvus d'importance sur la scène nationale. L’Institutt for Norsk Okkupasjonshistorie (no) (« Institut de l'histoire de l'occupation norvégienne »), fondé en 1975, cherche à réhabiliter Quisling et le NS à travers la publication de livres et d'un journal, Folk og Land (no), tandis que le Nasjonalt Folkeparti (en) (« Parti populaire national ») est un parti néonazi qui s'est illustré par des actes de violence dans les années 1980.

### Bases de données et dictionnaires
- Ressource relative à la vie publique :   - Documents diplomatiques suisses 1848-1975
- Ressource relative à l'audiovisuel :   - IMDb
- Notices dans des dictionnaires ou encyclopédies généralistes :   - Britannica
  - Brockhaus
  - Den Store Danske Encyklopædi
  - Deutsche Biographie
  - Dizionario di Storia
  - Gran Enciclopèdia Catalana
  - Hrvatska Enciklopedija
  - Internetowa encyklopedia PWN
  - Nationalencyklopedin
  - Munzinger
  - Norsk biografisk leksikon
  - Store norske leksikon
  - Treccani
  - Universalis
- Notices d'autorité :   - VIAF
  - ISNI
  - BnF (données)
  - IdRef
  - LCCN
  - GND
  - Espagne
  - Pays-Bas
  - Pologne
  - Israël
  - NUKAT
  - Suède
  - Norvège
  - Croatie
  - Tchéquie
  - Lettonie
  - WorldCat